# Dergano (metropolitana di Milano)
Dergano è una stazione della linea M3 della metropolitana di Milano.

## Storia
Originariamente l'apertura della tratta della linea M3 Maciachini-Affori FN, comprendente la stazione di Dergano, era prevista per il 2008, mentre il prolungamento fino a Comasina era atteso per il 2010.
L'inaugurazione dell'intera tratta è invece avvenuta il 26 marzo 2011 alla presenza del sindaco di Milano Letizia Moratti, del presidente della Regione Lombardia Roberto Formigoni e del viceministro delle Infrastrutture e dei Trasporti Roberto Castelli.
L'apertura è avvenuta insieme a quella delle stazioni Comasina, Affori FN e Affori Centro.

## Strutture e impianti
Dergano, come tutte le stazioni della linea M3, è accessibile ai disabili e rientra nell'area urbana della metropolitana milanese.
Sorge nell'omonimo quartiere e possiede un unico punto di ingresso ed uscita, situato in via Carlo Imbonati.

## Interscambi
Nelle vicinanze della stazione effettuano fermata alcune linee urbane automobilistiche, gestite da ATM.
- Fermata autobus (Linea 70), NM3

## Servizi
La stazione dispone di:
- Accessibilità per portatori di handicap
- Ascensori
- Scale mobili
- Emettitrice automatica biglietti
- Servizi igienici
- Stazione video sorvegliata

## Arte
La stazione di Dergano della linea 3 ospita la prima opera d'arte in metropolitana a Milano. E' stata infatti posata, mercoledì 10 aprile 2013, l'opera "Selva Elettrica" di Alessia Di Nunzio, vincitrice del concorso "progetti di scultura per Metropolitana Milanese": un'iniziativa che è la naturale conclusione del progetto "Arte sotto Milano", condotto da Nada Pivetta, docente all'Accademia di Brera.

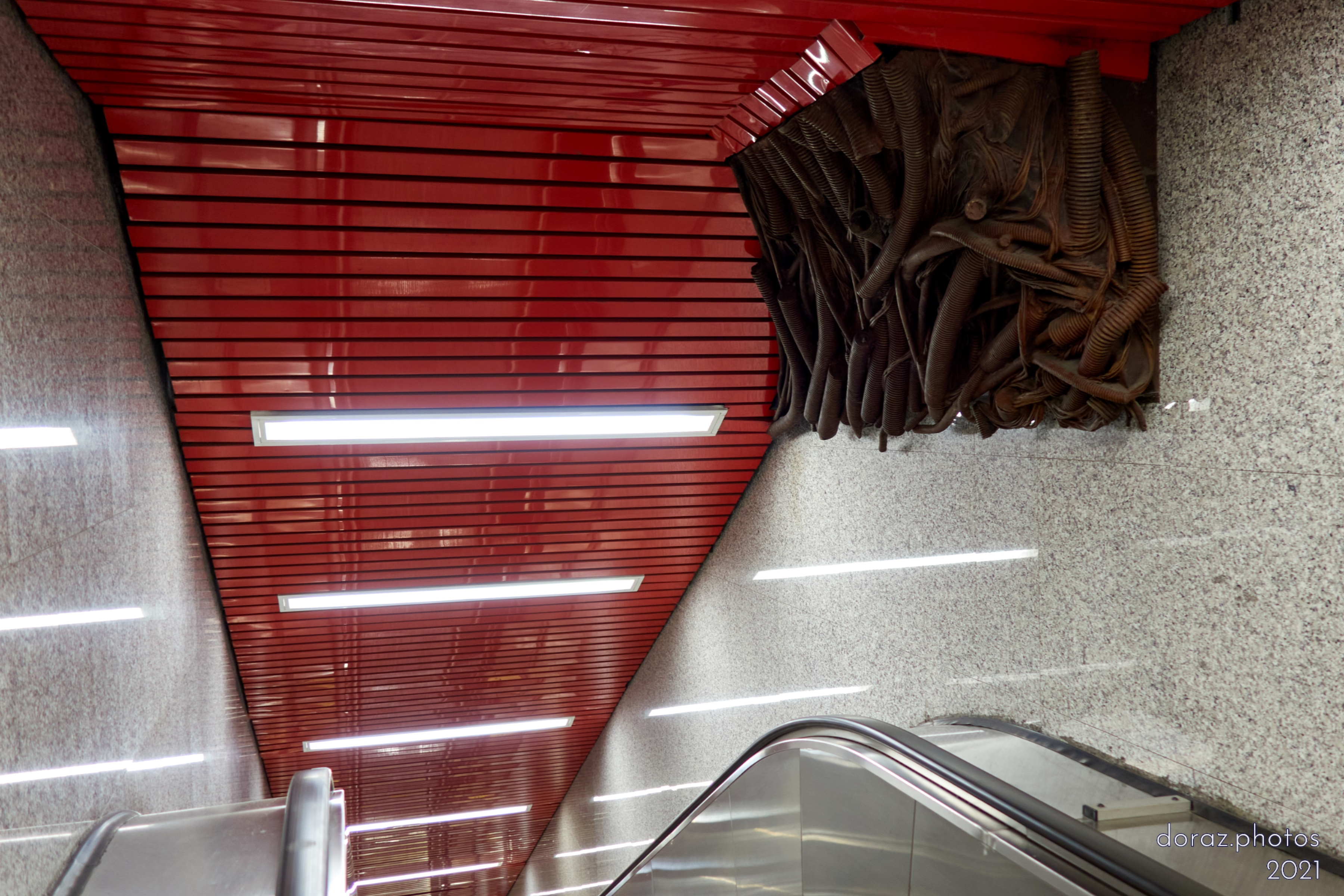
Selva elettrica

L'opera è stata posizionata all'entrata delle scale mobili. È un groviglio di tubi, simbolo del collegamento tra la città sotterranea e quella al piano strada. "La città - ha dichiarato l'assessore Maran, presente alla posa - si arricchisce di un'opera bella e importante".